# 깡패 수업 2
"깡패 수업 2"은 대한민국의 "깡패 수업"의 후속작인 코미디 액션 영화인데 우리 영화 속편 시리즈의 맥을 이었다는 평이 있었으나  극장흥행보다는 비디오시장을 겨냥해 만들고 있다는 세인의 곱지 않은 시선 탓인지 흥행에 실패했으며  뒤이어 만들어진   3편 역시 극장흥행보다는 비디오시장을 겨냥해 만들고 있다는 세인의 곱지 않은 시선 탓인지    흥행에 실패했다.

## 출연작

### 주인공
- 양준호 : 김보성
- 허광일 : 이광일
- 수지 : 이사라
- 독수 : 최재성

### 조연 인물
- 강일도 : 최재진
- 노객 : 이무정
- 중국집 주인 : 이승현
- 이황 : 송경철
- 날치 : 차룡
- 설희 : 류미오
- 족제비 : 김덕근
- 승철 : 이승표

### 그 외 인물
- 현정 : 이현정
- 차정일 : 한승원
- 상필 : 한명구
- 준태 : 이상훈
- 중간 보스 : 윤탁우
- 술집 주인 : 박동룡
- 상필파 도끼 : 권성룡
- 숙이 : 류연아
- 한상민 : 정시관
- 고릴라 : 이석구
- 행패꾼 : 김용수
- 태웅 : 문명권
- 김 검사 : 허기호
- 박 검사 : 이환지
- 양 계장 : 정동형
- 단란주점 주인 : 이호섭
- 형사 : 이승규
- 박쥐 : 김광수
- 중간 보스 : 이대승
- 일도파 직원 : 이호익, 황성진, 홍장우, 황석균, 이남석, 신신돌, 권대호, 김종일
- 정일파 일원 : 민성주, 안재근, 이영수, 고용석
- 중국집 주방장 : 박세범
- 상필파 일원 : 곽한삼, 류승권, 심효진, 변재석, 오도영, 김성준, 조흥배, 박정률, 채성진, 김재구, 차재근
- 나이트클럽 직원 : 유한규, 이재욱, 한태경

## 제작진
- 감독 : 조성구
- 조감독 : 최해철, 김용수, 황성진, 진태이
- 스크립터 : 김석훈
- 각본 : 안진원
- 촬영 : 이성섭
- 촬영부 : 김학수, 박종철, 조용호, 강태기, 송명수, 김두하
- 조명 : 강광희
- 조명부 : 박병소, 정우진, 박호일
- 스틸 : 김수연
- 기획 : 정재열
- 음향 : 김석호
- 음악 : 이종식
- 소품 : 김한상
- 의상 : 방성희
- 분장 : 손유순
- 무술감독 : 윤영재
- 헤어 : 우미영, 유영숙, 최경희
- 편집팀 : 김동우
- 무술지도 : 윤가
- 광고스틸 : 노기흘
- 운송 : 이경형